# 울리케 리히터
울리케 리히터(독일어: Ulrike Richter, 1959년 6월 17일 ~ )는 독일의 전직 수영 선수이다. 그녀는 1976년 몬트리올 올림픽에서 3개의 금메달을 획득했다. 그녀는 1973년과 1975년 세계 수영 선수권 대회에서 2개의 금메달을 땄다. 리히터는 자신의 선수 경력 동안 100m 배영, 200m 배영과 혼계영에서 14개의 세계 기록을 세웠다. 그녀는 1983년에 플로리다주 포트로더데일에서 국제 수영 명예의 전당에 헌액되었다.

## 참조
1. ↑  울리케 리히터 보관됨 2009-01-06 - 웨이백 머신. sports-reference.com